# Vattenfall Cyclassics 2007
La 12e édition de la Vattenfall Cyclassics a eu lieu le 19 août 2007. Il s'agit de la vingtième épreuve de l'UCI ProTour 2007. L'Italien Alessandro Ballan (Lampre-Fondital) s'est imposé au sprint devant Óscar Freire et Gerald Ciolek.

## Classement final
| #  | Coureur           | Pays      | Équipe                | Temps           | Points ProTour |
| 1  | Alessandro Ballan | Italie    | Lampre-Fondital       | 5 h 21 min 05 s | 40             |
| 2  | Óscar Freire      | Espagne   | Rabobank              | m.t             | 30             |
| 3  | Gerald Ciolek     | Allemagne | T-Mobile              | m.t             | 25             |
| 4  | Danilo Napolitano | Italie    | Lampre-Fondital       | m.t             | 20             |
| 5  | Erik Zabel        | Allemagne | Team Milram           | m.t             | 15             |
| 6  | Davide Rebellin   | Italie    | Gerolsteiner          | m.t             | 11             |
| 7  | Paolo Bettini     | Italie    | Quick Step-Innergetic | m.t             | 7              |
| 8  | Greg Van Avermaet | Belgique  | Predictor-Lotto       | m.t             | 5              |
| 9  | Peter Wrolich     | Autriche  | Gerolsteiner          | m.t             | 3              |
| 10 | Olaf Pollack      | Allemagne | Wiesenhof-Felt        | m.t             | -              |

Olaf Pollack n'a pas reçu de points ProTour car son équipe Wiesenhof-Felt n'est pas membre du ProTour.